# 日落村 (印第安納州)
日落村（英語：Sunset Village）是位於美國印地安納州克拉克縣的一個非建制地區。該地的面積和人口皆未知。

## 地理
日落村的座標為38°27′25″N 85°32′04″W / 38.45694°N 85.53444°W，而該地的平均海拔高度為134米（即440英尺）。